# Bythaelurus canescens
Bythaelurus canescens is een haai uit de familie van de Pentanchidae. De wetenschappelijke naam van de soort werd in 1878 gepubliceerd door Günther.